# Sistema Satelital Solidaridad
El sistema satelital Solidaridad lo integraron dos satélites: el satélite Solidaridad 1 que fue puesto en órbita en 1993 y, el satélite Solidaridad 2, que fue puesto en órbita en 1994, ambos con una vida útil estimada de 15 años.
Su nombre se debe a que el expresidente de México Carlos Salinas de Gortari nombró desde el principio de su administración a su plan nacional de desarrollo como "Solidaridad, Unidos para progresar".
Las dimensiones y potencia de los satélites Solidaridad 1 y 2, permitieron que México incluyera una carga útil para servicios móviles por satélite en Banda “L”, adicional a las bandas “C” y “Ku” de servicios fijos. Considerándose a la Banda L como frecuencia de uso experimental, por lo que la coordinación de la misma se difirió hasta 1996

## Solidaridad I
El Solidaridad I fue el primero de la segunda generación de satélites de comunicaciones mexicanos puestos en órbita.
Construido y puesto en órbita bajo contrato dado por la Secretaría de Comunicaciones y Transportes; construido también por el Grupo de Espacio y Comunicaciones de Hughes Aircraft, fue lanzado el 20 de noviembre de 1993 a las 20:17:00 UTC desde un cohete Ariane 44 LP en el Puerto espacial de Kourou.
Formó parte de una serie de satélites de comunicaciones mexicanos denominados Satélites Solidaridad.

## Solidaridad II
El Solidaridad II es un satélite de comunicaciones, gemelo del Solidaridad I, parte de la segunda generación de satélites mexicanos llamada Satélites Solidaridad.